# Junioren-Badmintonpanamerikameisterschaft 2008
Die Junioren-Badmintonpanamerikameisterschaft 2008 fand vom 17. bis zum 20. Juli 2008 in Guatemala-Stadt statt.

## Medaillengewinner der U19
| Disziplin    | Gold                          | Silber                           | Bronze                           |
| ------------ | ----------------------------- | -------------------------------- | -------------------------------- |
| Herreneinzel | Martin Giuffre                | Thomas Moretti                   | Lino Muñoz                       |
| Herreneinzel | Martin Giuffre                | Thomas Moretti                   | Howard Shu                       |
| Dameneinzel  | Rena Wang                     | Katelin Dejak                    | Claudia Zornoza                  |
| Dameneinzel  | Rena Wang                     | Katelin Dejak                    | Victoria Montero                 |
| Herrendoppel | Martin Giuffre David Pastewka | Gareth Henry Chadwick Parsons    | Mario Cuba Bruno Monteverde      |
| Herrendoppel | Martin Giuffre David Pastewka | Gareth Henry Chadwick Parsons    | Andrés López Lino Muñoz          |
| Damendoppel  | Priscilla Lun Rena Wang       | Katherine Winder Claudia Zornoza | Lorena Duany Michaela Salazar    |
| Damendoppel  | Priscilla Lun Rena Wang       | Katherine Winder Claudia Zornoza | Beckie Neumann Susana Zhong      |
| Mixed        | Howard Shu Cheryl Chow        | Peter Butler Alexandra Bruce     | Bruno Monteverde Claudia Zornoza |
| Mixed        | Howard Shu Cheryl Chow        | Peter Butler Alexandra Bruce     | Martin Giuffre Christina Giuffre |

## Medaillengewinner der U17
| Disziplin    | Gold                        | Silber                         | Bronze                          |
| ------------ | --------------------------- | ------------------------------ | ------------------------------- |
| Herreneinzel | Mario Cuba                  | Heymard Humblers               | Brendan Lum                     |
| Herreneinzel | Mario Cuba                  | Heymard Humblers               | Brandon Chi                     |
| Dameneinzel  | Surabhi Kadam               | Jessica Leung                  | Mariana Ugalde                  |
| Dameneinzel  | Surabhi Kadam               | Jessica Leung                  | Cynthia González                |
| Herrendoppel | Zenas Lam Brendan Lum       | Michael Diamond Wesley Marr    | Delsang Lue-Taim Jordan Roberts |
| Herrendoppel | Zenas Lam Brendan Lum       | Michael Diamond Wesley Marr    | Heymard Humblers Jonathan Solís |
| Damendoppel  | Surabhi Kadam Jessica Leung | Nicoline Chan Allison Pastewka | Catherine Chiu Isabel Zhong     |
| Damendoppel  | Surabhi Kadam Jessica Leung | Nicoline Chan Allison Pastewka | Mariana Ugalde Alejandra Molina |
| Mixed        | Mario Cuba Katherine Winder | Marvin Lin Catherine Chiu      | Michael Diamond Surabhi Kadam   |
| Mixed        | Mario Cuba Katherine Winder | Marvin Lin Catherine Chiu      | Andrew Wilkinson Nicoline Chan  |

## Medaillengewinner der U15
| Disziplin    | Gold                                 | Silber                        | Bronze                        |
| ------------ | ------------------------------------ | ----------------------------- | ----------------------------- |
| Herreneinzel | Phillip Chew                         | Andrés Quadri                 | Nathan Choi                   |
| Herreneinzel | Phillip Chew                         | Andrés Quadri                 | Félix Deblois-Beaucage        |
| Dameneinzel  | Iris Wang                            | Claudia Hardi                 | Samantha Li                   |
| Dameneinzel  | Iris Wang                            | Claudia Hardi                 | Sharon Chi-yee Ng             |
| Herrendoppel | Phillip Chew Andrew Nicholas Susanto | Omar Plascencia Ulises Vargas | Lee Chern Jeffrey Kuo         |
| Herrendoppel | Phillip Chew Andrew Nicholas Susanto | Omar Plascencia Ulises Vargas | Jair Liew Sören Opti          |
| Damendoppel  | Carolyn O'dwver Josephine Wu         | Sharon Chi-yee Ng Iris Wang   | Mikaela Fero Adrianna Giuffre |
| Damendoppel  | Carolyn O'dwver Josephine Wu         | Sharon Chi-yee Ng Iris Wang   | Claudia Hardi Zandra Ho       |
| Mixed        | Phillip Chew Iris Wang               | Jeffrey Kuo Claudia Hardi     | Darren Mak Mikaela Fero       |
| Mixed        | Phillip Chew Iris Wang               | Jeffrey Kuo Claudia Hardi     | Jair Liew Crystal Leefmans    |

## Medaillengewinner der U13
| Disziplin    | Gold                          | Silber                           | Bronze                            |
| ------------ | ----------------------------- | -------------------------------- | --------------------------------- |
| Herreneinzel | Ygor Coelho                   | Fabio Soares                     | Sean Wilson                       |
| Herreneinzel | Ygor Coelho                   | Fabio Soares                     | Luis Ramón Garrido                |
| Dameneinzel  | Lohaynny Vicente              | Camilla García                   | Sabrina Solis                     |
| Dameneinzel  | Lohaynny Vicente              | Camilla García                   | Monserrat Soto                    |
| Herrendoppel | Ygor Coelho Fabio Soares      | Samuel Ricketts Sean Wilson      | Emerson Carvalho Luiz Martinez    |
| Herrendoppel | Ygor Coelho Fabio Soares      | Samuel Ricketts Sean Wilson      | Bernardo Marti Luis Ramón Garrido |
| Damendoppel  | Camilla García Daniela Zapata | Sateffany Lopes Lohaynny Vicente | Daniela Macías Dánica Nishimura   |
| Damendoppel  | Camilla García Daniela Zapata | Sateffany Lopes Lohaynny Vicente | Haramara Gaitan Sabrina Solis     |
| Mixed        | Ygor Coelho Lohaynny Vicente  | Jerry Yang Zandra Ho             | Sean Wilson Jahvaine Henry        |
| Mixed        | Ygor Coelho Lohaynny Vicente  | Jerry Yang Zandra Ho             | Luis Ramón Garrido Monserrat Soto |

## Medaillengewinner der U11
| Disziplin    | Gold                     | Silber                         | Bronze                                |
| ------------ | ------------------------ | ------------------------------ | ------------------------------------- |
| Herreneinzel | Shane Wilson             | Vinson Chiu                    | Vinicius Gori                         |
| Herreneinzel | Shane Wilson             | Vinson Chiu                    | Donnians Lucas Oliveira               |
| Dameneinzel  | Micaela Lum              | Crystal Pan                    | Victoria Barandiarán                  |
| Dameneinzel  | Micaela Lum              | Crystal Pan                    | Madeleyn Ortiz                        |
| Herrendoppel | Vinson Chiu Shane Wilson | Guilherme Lemos Henry Mateus   | Vinicius Gori Donnians Lucas Oliveira |
| Herrendoppel | Vinson Chiu Shane Wilson | Guilherme Lemos Henry Mateus   | Jorge Ivan Marlon Mendez              |
| Damendoppel  | Crystal Pan Micaela Lum  | Madeleyn Ortiz Jennifer Cortez | Sharon Diaz Arizbeth Godinez          |
| Damendoppel  | Crystal Pan Micaela Lum  | Madeleyn Ortiz Jennifer Cortez | Jennifer Dulce Maria Elida Moreno     |
| Mixed        | Vinson Chiu Micaela Lum  | Shane Wilson Bianca Hall       | José Guevara Victoria Barandiarán     |
| Mixed        | Vinson Chiu Micaela Lum  | Shane Wilson Bianca Hall       | Jorge Ivan Jennifer Dulce Maria       |